# Hyidiothrips atomarius
Hyidiothrips atomarius är en insektsart som beskrevs av Ian A. Hood 1938. Hyidiothrips atomarius ingår i släktet Hyidiothrips och familjen rörtripsar. Inga underarter finns listade i Catalogue of Life.